# Szentpéterfölde
Szentpéterfölde là một thị trấn thuộc hạt Zala, Hungary. Thị trấn này có diện tích 12,12 km², dân số năm 2010 là 137 người, mật độ 11 người/km².